# Graphe étoile
Cet article concerne le graphe en étoile. Pour les autres significations de « étoile », voir Étoile (homonymie).

Les graphes en étoile S_{3}, S_{4}, S_{5} et S_{6}.

En mathématiques, et plus particulièrement en théorie des graphes, une étoile Sk est le graphe biparti complet K1,k. 

## Définitions
On peut aussi le voir comme un arbre avec un nœud et k feuilles, du moins lorsque  k > 1. Enfin, on peut le définir comme un graphe connexe dont tous les sommets sauf un sont de degré 1.
Certains auteurs définissent toutefois Sk comme l'arbre à k sommets de diamètre maximal 2. Attention, avec cette définition, une étoile n'a que k − 1 feuilles.

## Propriétés
Le graphe étoile S3 est le graphe griffe.